# JR Central Office Tower
JR Central Office Tower é um arranha-céu, actualmente é o 99º arranha-céu mais alto do mundo, com 245 metros (804ft). Projetado por A. Eugene Kohn,  foi edificado na cidade de Nagoya, Japão, foi concluído em 2000 com 51 andares.